# 试播集 (豪斯医生)
《试播集》（Pilot）又名《人皆说谎》（英語：Everybody Lies）是美国医务电视连续剧《豪斯医生》的第一集，于2004年11月16日在福克斯电视台首播。节目中首次向观众引荐了在新泽西州一家名为普林斯顿普兰斯堡（Princeton-Plainsboro）的虚构教学医院中工作的格里高利·豪斯医生（休·劳瑞饰）和他带领的诊断小组，豪斯为人特立独行且有些反社会倾向，他在这集中需要为一个正在上课时晕倒的幼儿园老师做出诊断。
《豪斯医生》由大卫·肖主创，他根据自己一次看病的经历构想了剧中的男主角。制片人布莱恩·辛格打算找一位美国演员饰演豪斯，但英国男演员休·劳瑞在试镜中的表现让他确信一位外国演员同样能够胜任。肖是试播集的编剧，在他的笔下，豪斯一角和夏洛克·福尔摩斯颇有共通之处，两人都依赖药品，超然世外，并且基本上没什么朋友。剧组决定让豪斯一角在行动上存在某种程度的不便，但福克斯公司不同意让主角坐轮椅的方案，于是最后的设定是让医生的腿因诊断失当而需使用拐杖辅助行走。
《试播集》获得了总体上较为正面的评价，许多评论中都认为豪斯一角是本剧的独特之处，不过也有剧评人觉得这个角色脾气太坏，在现实生活中恐怕寸步难行。其他负面评价则主要集中在配角落入年轻性感医生的刻板俗套，以及整个剧情的立足点缺乏可信度等。试播集在美国首播时吸引了约700万观众收看，在该周收视率排行榜上名列第62位。

## 剧情
丽贝卡·阿德勒是一位幼儿园教师，这天上课后没多久，她开始出现言语困难并且倒在地下后开始抽搐。詹姆士·威尔森医生（罗伯特·肖恩·莱纳德饰）试图说服对人类充满厌恶情绪的格里高利·豪斯医生对阿德勒展开治疗，但豪斯觉得这个病例肯定会很无聊，所以无视了威尔森的要求，后者于是声称病人是自己的表妹，豪斯终于同意接手。院长丽莎·卡蒂（Lisa Cuddy，莉萨·埃德尔斯坦饰）在电梯里要求豪斯充分履行带领医院预约诊疗部门的职责，豪斯因为接到的病例中大多都很简单，没有挑战性而感到厌恶，他拒绝了院长的要求，声称自己拥有任期保障，卡蒂不能解雇他，然后就匆忙离开了。豪斯手下的医生准备对阿德勒进行核磁共振成像检查，但却发现豪斯的诊断许可已经遭到撤销，不过卡蒂接下来恢复了许可，条件是豪斯要在诊疗部门好好工作。
正当大家重新开始核磁共振成像检查时，阿德勒的喉头出现堵塞而无法呼吸，豪斯手下的罗伯特·蔡斯（Robert Chase，杰西·斯宾塞饰）和阿莉森·卡梅伦（Allison Cameron，詹妮弗·莫里森饰）不得不实施气管切开术才令病人幸免于难。另一边的豪斯则在给一个十岁大的男孩看病，他的母亲没有按照医嘱的那样每天给孩子使用哮喘吸入器，中间时常有所中断，豪斯于是斥责这位母亲在没有对哮喘有足够了解的情况下擅自作出如此重大的决定。豪斯突然想到了什么，于是马上离开前去对阿德勒展开治疗，他诊断病人患有颅内血管炎，只是没有办法证实。豪斯给阿德勒服用类固醇，她马上有所好转，但好景不长，病人情况又开始急剧恶化，比起之前还要严重。
在豪斯的坚持下，卡梅伦与神经科医师埃里克·福尔曼（Eric Foreman，欧玛·艾普斯饰）一起偷爬进阿德勒家里，寻找任何有可能导致阿德勒出现抽搐、言语困难，以及呼吸道收缩的物品。两人在厨房找到一包已经打开，但犹太教民不能食用的火腿，福尔曼因此确定病人肯定不会是威尔森的亲人，因为威尔森是犹太人，在肉食上很讲究，只能食用符合教规的食物。豪斯虽然知道朋友通过蒙骗来令自己诊治这个病人，但他选择不予理会，继续诊断，他认为阿德勒是因为吃了没煮熟的猪肉而患上囊虫病，她体内的绦虫繁殖时，其幼虫经血液流经并感染了大脑。阿德勒希望能够体面地去世，因此拒绝接受任何治疗，除非诊断结果得到证据的佐证，豪斯无法拿出这样的证据，于是试图加以说服。阿德勒问起豪斯，他的右腿为什么会一瘸一拐的，豪斯告诉她，自己的大腿肌肉之前因梗塞而坏死，如果当年为他治疗的大夫做出正确的诊断，这样的事情本可以避免。豪斯接下来表示，死亡永远都是丑陋恶心的，任何人，包括阿德勒在内都不可能体面地死去，但她仍然不改初衷。正当豪斯准备放弃时，蔡斯想到了一个既不用动手术，又可以提供绦虫感染证据的办法，医生们给病人的腿照了X光片，豪斯通过X光片向阿德勒证明，她的确感染了绦虫，并且这种疾病是完全可以治愈的。看到证据的阿德勒终于同意接受治疗，服下了可以杀死绦虫的药片。几天后，她幼儿园班上的全部16个孩子以及另一位老师都一起来医院探视，阿德勒也向他们伸出了双手。

## 制作

### 构思和拍摄

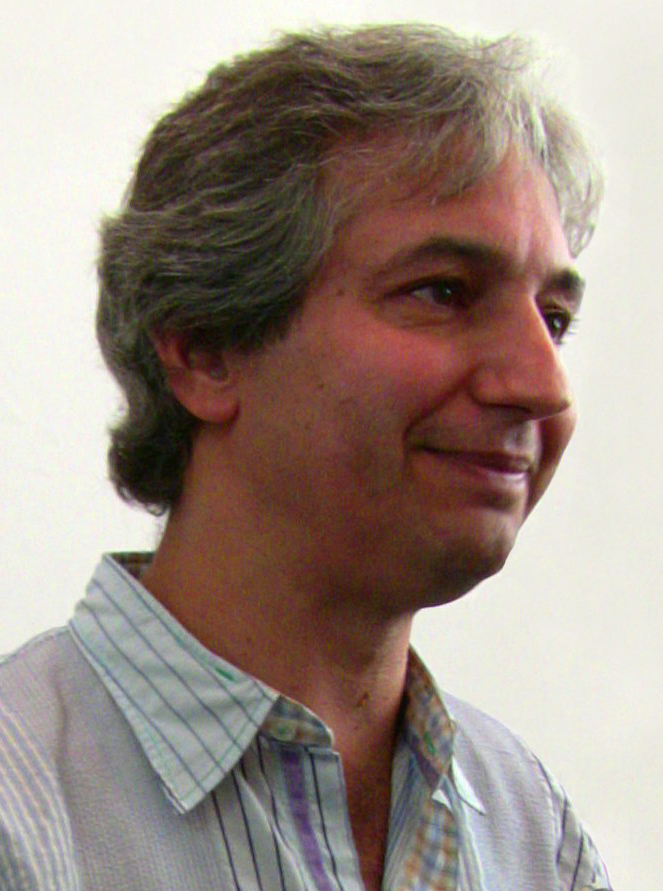
剧集主创人大卫·肖根据自己预约一位医生就诊的经历编写了试播集的剧本。

《豪斯医生》的主创人大卫·肖曾在一家教学医院看病，这段经历成为他创作本剧的一个重要原因。回首往事时，肖表示：“我知道，我一出房门，他们就会毫不留情地嘲笑我（的无知），而我觉得，要是让一个（医生）角色在病人还没离开房间时就这样做，效果应该会很有意思。”。2004年，肖与两位执行制片人凯蒂·雅各布斯（Katie Jacobs）和保罗·阿坦纳西奥（Paul Attanasio）一起向福克斯提议了医疗侦探剧《豪斯医生》，医院中的大夫将会像侦探一样寻找病因，至于豪斯一角的构思则是在福克斯买下这个节目之后增加的。肖根据自己预约一位医生就诊的经历编写了试播集的剧本，他曾因髋关节疼痛前去就医，但与医生的预约却需要等上两个礼拜，到了这个时候，自己的髋部已经不痛了。不过肖表示当时这位医生还是“客气到有些不可思议”，他之后还表示，自己在撰写试播集剧本的过程中爱上了这个角色，喜欢上了这样一个会真的向病人说出“我干嘛要浪费你的时间呢？”这种话的医生。
《豪斯医生》的一个核心前提就是主角在行动上有所不便。剧组起初的构思是豪斯需要坐轮椅，但福克斯拒绝了这一思路，于是剧组又在主角的脸上加上一道疤痕，最后再定为让豪斯因腿脚不便而需要使用拐杖，主创人员之后表示，他们很感激福克斯没有让豪斯坐上轮椅。主角在起初的剧本中是34岁年纪，但肖之后表示他希望让这个角色更老一些。
试播集由大卫·肖编剧，拍摄工作则在加拿大举行，之后的剧集则大部分都是在加利福尼亚州的摄影棚摄制。肖还表示，《纽约客》在职作家伯顿·罗切（Berton Roueché）笔下的许多耐人寻味的医疗案例对试播集和早期的多集节目剧情提供了灵感。

### 演员选择
制片人布莱恩·辛格起初要求豪斯一角一定要由一位美国演员来演，他表示自己看到很多外国演员前来试镜后，心里越来越觉得非美国人不可。休·劳瑞于本剧选角期间正在参加电影《凤凰劫》（Flight of the Phoenix）的拍摄，他在纳米比亚一间酒店的浴室拍了一卷试镜录像带，这是他在当地唯一能找到充足光线的地方，他在视频中对自己的形象和镜头里的环境致歉，辛格则觉得这段视频看上去和“本·拉登的视频”有得一比。劳瑞现场即兴发挥，用一把雨伞充当拐杖。辛格对男演员的表现留下了深刻印象，之后还称赞这位“美国演员”是如何准确地把握了人物特点，完全没想到劳瑞其实是英国人。
劳瑞起初以为豪斯只不过是威尔森一角的“陪衬”，因为根据剧本中的描写，威尔森是一位长相“天真”的医生，他一直到念完整本剧本后才意识到原来自己获演的是主角。据肖表示：“要让人讨厌一个混蛋那太容易了，真正困难的是要让节目有看头。休带来了我们所需要的一切，那种龌龊，那种政治上不正确的东西。但是你还是想要看到他，想要花时间和他在一起。”
试播集中的豪斯与知名虚构侦探夏洛克·福尔摩斯存在多个相似之处，肖对此表示，他一直是福尔摩斯的粉丝，并且发现这个角色存在一个独特之处，那就是对他的客户比较冷淡。豪斯和福尔摩斯都只有一个真正的朋友（分别是威尔森和华生），这个朋友也是主人翁与人际社会之间的联系所在。制片人希望在豪斯和威尔森之间也建立着这种福尔摩斯和华生间的动态关系，特别是角色间的化学反应方面。
扮演詹姆士·威尔森医生的罗伯特·肖恩·莱纳德当时已经看过《数字追凶》的试播集剧本，正准备参加试镜，但之后还是前来参加了《豪斯医生》的试镜，因为他很希望能出演一个主角所依靠人物，也很喜欢这个故事和夏洛克·福尔摩斯的相似之处。莱纳德觉得自己试镜时表现欠差，不过由于他和辛格是老朋友，所以最后还是得到了这个角色。接受采访时，莱纳德这样回答有关他的角色为什么能够和豪斯成为朋友的问题：
我觉得，威尔森会容忍豪斯，和每星期里有数百万人们愿意收看这个节目的原因是一样的。我认为他真的充满了活力，也很风趣，胆大妄为而且还会自嘲。我认为这都是一些吸引人的特质，并且他说话很直截了当。在钱方面来说，他没打算还你钱，但我有老多朋友都是这样，所以我也就并不觉得这里面有多么不可思议。我觉得豪斯是个非常吸引人的角色，相信大多数人都会想和他交朋友。——罗伯特·肖恩·莱纳德，接受的采访
澳大利亚男演员杰西·斯宾塞的经济人建议他参加蔡斯一角试镜，但他对此有些拿不定主意，担心节目和《综合医院》（General Hospital）这样的肥皂剧雷同。但他看到剧本后就改变了主意，并开始努力说服制片人把这个角色改写成澳大利亚人。诠释埃里克·福尔曼一角的欧玛·艾普斯（Omar Epps）之前曾在医务剧《急诊室的故事》里出演一位陷入困境的实习医生，这段经历对他在本剧的演出产生了影响。艾普斯和另一位演员詹妮弗·莫里森在看过剧本后都认为，这个节目要么会大获成功，要么就默默无闻。

## 反响
《豪斯医生》的试播集获得了总体较为正面的评价。评论家对豪斯一角给予好评。《华盛顿邮报》的汤姆·谢尔斯（Tom Shales）称其为“多年来电视上最激动人心的角色”。《纽约杂志》（The New York Magazine）称赞这是最让人满意的医疗电视剧集，抓住了其中最基本的精髓，文章中还盛赞了演员的表现，认为剧中的职业演员表现出了医生对病人的真正关怀。而《波士顿环球报》（The Boston Globe）的马修·吉尔伯特（Matthew Gilbert）则称赞本集没有通过粉饰人物的缺陷来减轻观众对“健康维护组织工厂”的恐惧。《纽约时报》的亚历山德拉·斯坦利（Alessandra Stanley）表示，虽然剧中人物可能会让部分观众感到扫兴，但节目的血腥和相应衍生的枝节对于医疗剧迷来说有着正面的影响。《电视指南》的马特·劳什（Matt Roush）认为，《豪斯医生》是“典型医务剧的一次非典型治疗”。《影音俱乐部》则称《豪斯医生》是福克斯继1996年的电视短剧《利益》（Profit）以来“最肮脏”的黑色喜剧。多位剧评人认为，这部电视剧是福克斯所有定期播放真人实境剧中的一大亮点。而负面评价方面则主要是针对配角都是些年轻、英俊、漂亮的医生，存在其它医务剧中的俗套。
一些媒体将本集的节目形式与同期播出的另一部医务剧《医雾调查》（Medical Investigation）相比较。《今日美国》认为《豪斯医生》中以人物推动的结构形式要优于《医雾调查》中以情节驱动的形式，《旧金山纪事报》则认为《豪斯医生》由于主角塑造的成功而比《医雾调查》更加优秀。不过，《综艺》的布莱恩·洛瑞（Brian Lowry）认为两部医疗剧过于类似，并且《豪斯医生》没有达到福克斯电视台其他节目的水准。杂志的谢尔温·努兰（Sherwin Nuland）对试播集的评价非常负面，他认为剧中错漏连篇，并且最重要的是主角性格上如此粗枝大叶，对病人如此疏远，这样的医生在任何一家医院都将无法立足。《西雅图时报》的凯·麦克法登（Kay McFadden）觉得劳瑞的刻画让豪斯一角更为人性化，但他也在评论中指出，节目最大的漏洞在于其情节上的趣味性留于表面，没有朝医务剧可以朝向的深层次发展。还有评论中批评了节目中的配角在最初的几集中都没有表现出性格特点。
试播集在美国首播时吸引了约700万观众收看，这个成绩可以在2004年11月15至21日这个星期的所有电视节目中排到第62位。节目于2005年6月9日通过第五台在英国首播，获得了10%的收视率（180万观众）。为试播集以及整个第一季谱曲的克里斯托弗·霍格（Christopher Hoag）因本集的音乐获得了第57届黄金时段艾美奖的杰出配乐奖提名。大卫·肖因本集的编剧工作获得了一项人道奖提名，但最终获奖的是为《白宫群英》编剧的约翰·威尔斯（John Wells）。